# Die Insel (Karlsruhe)
Das Theater Die Insel (stilisiert auch die insel) oder Insel-Theater ist eine Schauspielbühne in Karlsruhe. Sie war von 1950 bis 1999 ein deutsches Privattheater unter der Leitung des Intendanten Werner Wedekind. Am Ende des Jahres 1999 wurde das Theater wegen der schwierigen finanziellen Situation der Stadt Karlsruhe geschlossen.
Das Gebäude dient heute unter dem Namen Insel dem Badischen Staatstheater als Außenspielstätte.

## Geschichte

### Spielstätten

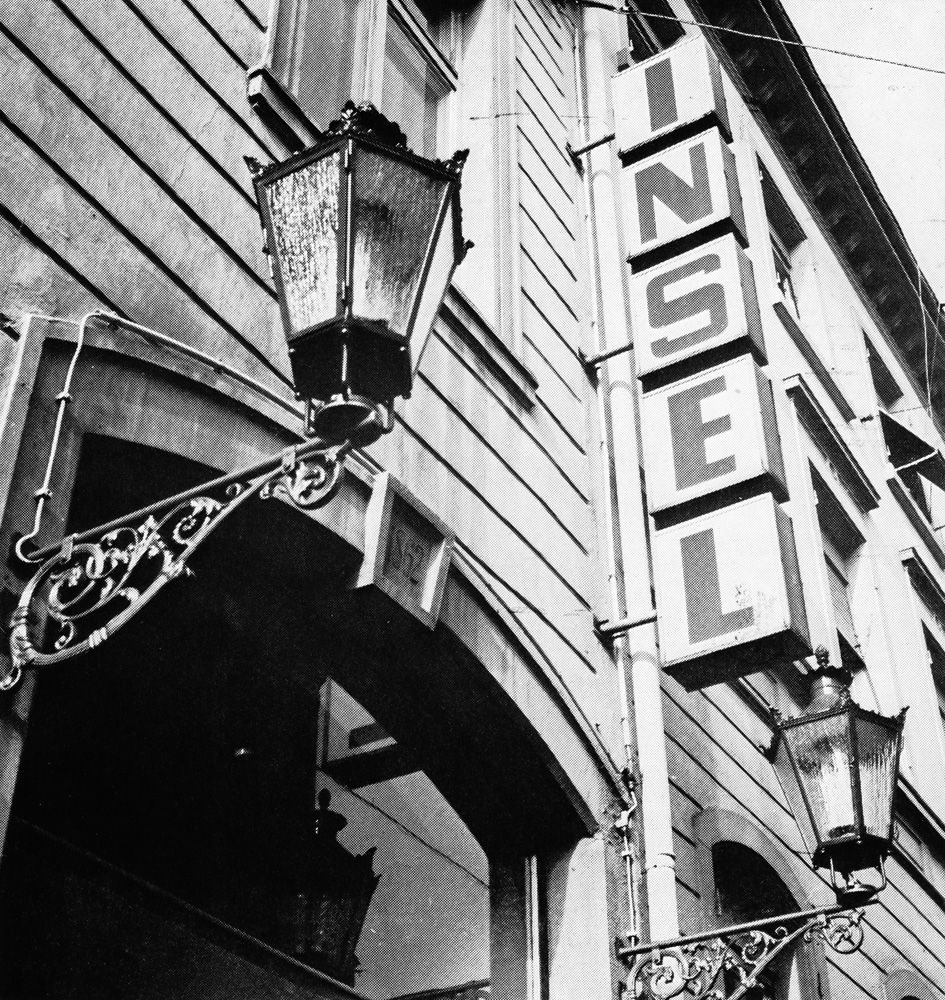
Das Theater Die Insel im Gebäude INSEL im Conradin-Kreutzer-Haus in der Wilhelmstr.

Das Theater Die Insel wurde 1950 von Werner Wedekind und Erich Schudde gegründet.
Nach einem literarisch-musikalischen Abend im Conradin-Kreutzer-Haus fand die offizielle Eröffnung im Munz-Saal statt, mit der Uraufführung von „Gottes Utopia“ von Stefan Andres.
Ab 1953 bis 1957 war der Theatersaal im Gebäude des Badischen Kunstvereins neuer Aufführungsort.
1958 erfolgte ein erneuter Umzug in das Conradin-Kreutzer-Haus in der Südstadt mit dem stufenweisen Ausbau zum Theater „Die Insel“.
1991 wurde das neue Theatergebäude in der Südweststadt in Karlsruhe eröffnet. Die mehrtägige Eröffnung in der Karlstraße fand mit den Premieren von „Faust I“ (von Johann Wolfgang von Goethe, Regie: Werner Wedekind) im Wechsel mit „Vor dem Ruhestand“ (von Thomas Bernhard, Regie: Istvan Bödy) statt.

### Der Spielplan
In dem 50-jährigen Bestehen als Privattheater folgten viele Uraufführungen u. a. von Gabriel Marcel, europäische Erstaufführungen u. a. von Tennessee Williams und deutschsprachige Erstaufführungen. Die Schwerpunkte waren neben bekannter klassischer Theaterstücke ebenso viele Werke moderner Dramatiker. Es wurden über 350 Stücke von ca. 250 Autoren.
Mit den Produktionen wurde „Die Insel“ zu unzähligen Gastspielen in ganz Deutschland eingeladen.
Theaterstücke der Neuzeit von Autoren wie Eugène Ionesco, Friedrich Dürrenmatt, Max Frisch und Franz Kafka gehörten ebenso zum Spielplan wie namhafte Uraufführungen wie etwa die 
Deutsche Passion (Kurt Becsy), Die Welt ist Tau (Jean Boulmer), Die Nacht der Verwandlungen (Francois Gachot), Zwischenstation (Ray Howard) oder Ehrenbürger wider Willen (Georg Richter).
Aber auch prominente deutsche Erstaufführungen wie Der amerikanische Traum von Edward Albee und Die letzte meiner echtgoldenen Uhren von Tennessee Williams waren Teil des Spielplans.

### Theater für die Jugend
Von Anfang an wandte sich „Die Insel“ dem jugendlichen Publikum zu. Das Theater kooperierte mit Schulen und engagierte sich in der Jugendarbeit mit einem hohen Anteil am Karlsruher Kinder- und Jugendtheater. Offene Proben und Diskussionen ermöglichten dem jungen Publikum einen besseren Zugang zu zeitgenössischem Theater.

### Kabarett im Studio 84
Die Studiobühne des Insel-Theaters hatte sich vor allem durch das Kabarettprogramm einen Namen gemacht. Verschiedene Künstler und Kabarettisten aus ganz Deutschland nutzten die zweite Bühne des Hauses als festen Spielort und für Gastspiele.

### Galerie
Die fest installierte Galerie im Foyer des Theaters bot seit 1962 wechselnde Ausstellungen regionaler Künstler.

### Die Badische Schauspielschule
Nach dem Ende der staatlichen Theaterakademie in Karlsruhe, die während des Zweiten Weltkrieges zerstört wurde, baute das Theater Die Insel eine neue Ausbildungsstätte für Schauspieler auf. Im Sommer 1962 als Badische Schauspielschule gegründet, war sie künstlerisch und organisatorisch mit dem Theater eng verknüpft und als Berufsfachschule staatlich anerkannt. Die Schauspielschule wurde mit dem Theater im Jahre 1999 geschlossen.

### Die Gengenbacher Festspiele
Im Jahr 1980 gründete Werner Wedekind in Gengenbach bei Offenburg die Gengenbacher Festspiele. Sie wurden zu einem festen Standbein des Theaters Die Insel und leisteten nach Art der Landesbühne einen Beitrag zum „Theater in der Region“ und zur Stärkung des kulturellen Angebots im ländlichen Raum. Die Festspiele wurden bald von zahlreichen deutschen Theatern und Musikern als sommerliche Freilichtspiele genutzt. Der Erfolg dieses alljährlichen Festivals führte dazu, dass Die Insel das ganze Jahr eine Dependance mit festen Monatsspielplänen in Gengenbach etablieren konnte.

## Intendanz
Das Insel-Theater stand von 1950 bis 1999 unter der Leitung von Werner Wedekind. Nach seinem Tod im Januar 1999 wurde das Theater von Thomas Wedekind und Michael Wedekind geleitet.

## Persönlichkeiten
Eine Auswahl bekannter Schauspieler und Regisseure, die während der 50 Jahre Privattheater am „insel-Theater“ tätig waren.
- Gert Fröbe (als Gast mit zahlreichen Auftritten im Rahmen seiner Rezitations-Tournee mit Werken von Christian Morgenstern u. a.)
- Lilian Harvey (als Gast)
- Otto Sander (als Gast)
- Esther Schweins (1991 Mitwirkung in der Faust-I-Inszenierung von Werner Wedekind)[7]
- Elke Sommer (als Gast)
- Claus Eberth (als Ensemblemitglied)
- Claudia Wedekind
- Hermann Wedekind (als Gastregisseur, Bruder von Werner Wedekind)
- Michael Wedekind

## Spielstätte des Badischen Staatstheaters
Die heutige Insel ist eine Spielstätte des Badischen Staatstheaters für die Sparte „Junges Staatstheater“. Neben Theateraufführungen finden hier auch Konzerte im Rahmen der „Nachtklänge“ statt, eine Reihe von Konzerten der Badischen Staatskapelle von modernen und zeitgenössischen Komponisten.